# 岩田中学校・高等学校
岩田中学校・高等学校（いわたちゅうがっこう・こうとうがっこう）は、大分県大分市岩田町に所在する私立中学校・高等学校。
全国私立寮制学校協議会加盟・参加校。

## 概観
1964年に竣工した1号館、2号館をはじめ、校舎の多くは大分市出身の建築家・磯崎新の設計によるものである。2003年には1号館、2号館の耐震補強工事が行われたが、外観を大きく変更しないように配慮された。
2008年4月からは、立命館大学・立命館アジア太平洋大学との協力の下で、「立命館アジア太平洋大学（APU）・立命館大学進学コース」が開設されている。

### 指導方針
1. 質が高く、きめ細かな指導により、社会に有為な人材を養成します。
2. 不正やいじめを許さず、公平と正義を重んじる心を養います。
3. 生徒との対話を通して、人を思いやる心をそだてます[広報 2]。

### 年表
- 1900年7月 - 大分裁縫伝習所開設。
- 1911年4月 - 岩田実科高等女学校として創立。
- 1939年4月 - 岩田高等女学校に改称。
- 1945年7月 - 大分空襲により校舎全焼。
- 1946年4月 - 現在地に移転。
- 1948年5月 - 学制改革により岩田高等学校（女子校）となる。
- 1951年3月 - 学校法人岩田学園に組織変更。
- 1964年 - 1号館、2号館竣工。
- 1982年 - 高等学校生徒募集停止。
- 1983年4月 - 岩田中学校を新設。中高一貫の男子校として再発足。
- 1985年 - 体育館、学生寮竣工。
- 1986年 - 高等学校生徒募集再開。
- 2001年4月 - 男女共学へ移行。
- 2008年4月 - 「立命館アジア太平洋大学（APU）・立命館大学進学コース」開設[広報 3]。
- 2015年4月 - 医進クラス新設。
- 2016年3月 - 新3号館竣工[2]。

## 基礎データ

### アクセス
- JR九州日豊本線牧駅より徒歩10分
- 大分バス岩田学園停留所すぐ[広報 4]

### 制服
男子の制服は、冬季は学生服（学ラン）上下。夏季は白の開襟シャツ又はカッターシャツに学生服のズボン。女子は、冬季はブレザー、スカート又はスラックスにブラウス。夏季は、ブラウス及びベスト（希望者）にスカート又はスラックスである。ブラウスは4色から選ぶことができる。
2022年度より男女共に冬季は新制服（ブレザー）。夏季はカッターシャツにスラックス。

## 学校行事
4月
- 入学式
- 実力考査

5月
- 創立記念日（5月1日）
- 体育大会

6月
- 期末考査

7月
- 夏季訓練

8月
- 実力考査

9月
- 学園祭（文化祭・芸能祭）

10月
- 中間考査

12月
- 期末考査
- クラスマッチ

1月
- 実力考査
- 前期入試

2月
- 後期入試

3月
- 期末考査
- クラスマッチ
- 卒業式[4]

## 事故・訴訟
2016年5月13日、3年生男子生徒（当時14歳）が体育館で体力測定のシャトルラン中に意識を失って心肺停止状態となり、2日後に死亡。
死亡した男子生徒の卒業式に参加しようとした両親を学校側が卒業式への参加を拒み警察に通報
2017年7月、学園が設置した第三者委員会は教諭の対応の一部について「安全配慮義務上、問題があった」と指摘したが、死亡との因果関係は「不明」と報告。
2018年12月、遺族は同校運営の学校法人「岩田学園」と授業を担当した教諭に対し、計約4900万円の損害賠償などを求めて大分地裁に提訴する意向であることが明らかになった。

## 著名な卒業生
- 秋吉貴雄（中央大学法学部教授）[9]
- 阿部華也子（フリーアナウンサー）[10]
- 賎川寛人（大分放送アナウンサー）[11]
- 竹内友佳（フジテレビアナウンサー）
- 谷口功一（東京都立大学教授）[12]